# Unsquare Dance
Pour les articles homonymes, voir Square et Dance (homonymie).
Clip vidéo
[vidéo] « Dave Brubeck - Unsquare Dance (1962) », sur YouTube
Unsquare Dance (Danse non carrée, en traduction littérale de l'anglais, qu'on peut rendre par : « Pas une square dance ») est un standard de jazz du pianiste-jazzman-compositeur américain Dave Brubeck. Single extrait de son album Time Further Out, enregistré avec son Dave Brubeck Quartet chez Columbia Records en 1961, un des succès les plus emblématiques de sa carrière.

## Historique
Avec ce tube à la signature rythmique de jazz originale et atypique (7/4), Dave Brubeck fait suite à son précédent album Time Out de 1959, un des albums les plus vendus de l'histoire du jazz. 

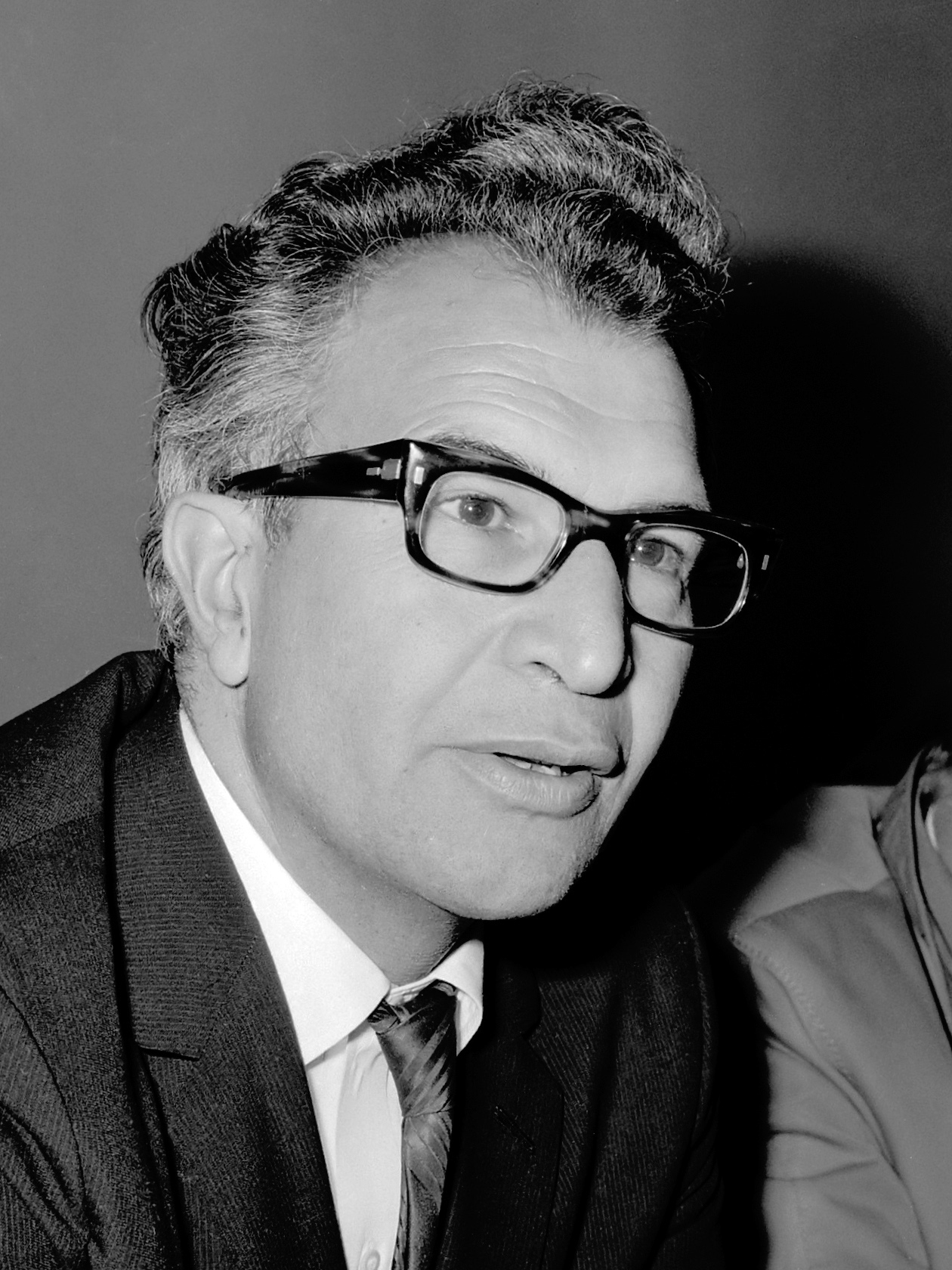
Dave Brubeck (1964)
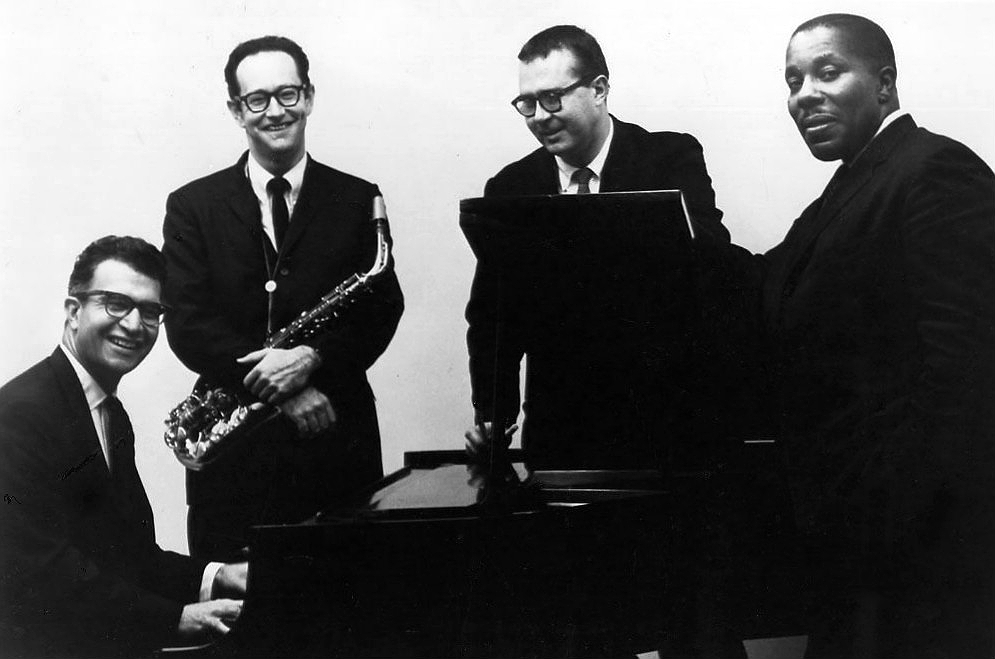
The Dave Brubeck Quartet (1962)

Il est composé avec une structure inspirée de blues, de danse carrée de country dance du folklore traditionnel américain et de polytonalité et polyrythmie complexe, à base de claquements de bord de caisse claire et de claquements de pieds et de mains (avec une simplicité trompeuse baptisée « danse non carrée » en clin d'œil humoristique au public qui accompagne souvent à contretemps des pieds et des mains le rythme des concerts). Elle se conclut avec quelques notes reprises de la chanson folklorique de danse carrée traditionnelle américaine Turkey in the Straw du XIXe siècle,.

## Classement
L'album Time Further Out culmine en particulier à la 8e place du Billboard 200 américain 1962, et le single aux 74e place du Billboard Hot 100 aux États-Unis 1962, et 14e place des charts britanniques 1962.

## The Dave Brubeck Quartet
Ce standard de jazz est enregistré chez Columbia Records, avec son Dave Brubeck Quartet historique, avec : 
- Dave Brubeck : piano
- Paul Desmond : saxophone
- Eugene Wright : contrebasse
- Joe Morello : batterie

## Reprises
Unsquare Dance est repris entre autres par Jon Lord, ou Paddy Milner pour son album Walking on Eggshells de 2004.

## Cinéma
- 2012 : Happiness Therapy, de David O. Russell, avec Robert De Niro
- 2017 : Baby Driver, de Edgar Wright